# Пейо Дринов
Пейо Стоянов Дринов е български революционер, активен участник в подготовката и провеждането на Априлското въстание в IV революционен окръг. Брат на Марин и Найден Дринови.

## Биография
Заедно с по-големия си брат Найден е съдържател на хан в Панагюрище, където многократно е приютяван Васил Левски при посещенията му в града. Активен участник в подготовката на въстанието – изпълнява куриерски мисии, занимава се с разпределението на боеприпаси. За да бъде разпознаваем, носи обеца-халка на ухото си.
По време на въстанието е десетник и участва във военните действия на „Чиряшката река“ и „Кукла“ в защита на Панагюрище. Бива пленен на бойното поле. Многократно е тежко измъчван и лежи в Татарпазарджишкия и Пловдивския затвор. Осъден е на смърт, но присъдата не е изпълнена поради идването на чуждестранни наблюдатели. Заедно с брат си Найден, не е освободен при общата амнистия през лятото на 1876 г., а едва няколко месеца по-късно.